# Tanypteryx
Tanypteryx is een geslacht van echte libellen uit de familie van de Petaluridae.

## Soorten
- Tanypteryx hageni (Selys, 1879)
- Tanypteryx pryeri (Selys, 1889)